# Yuumi Kato
Yuumi Kato (en japonés: 加藤 遊海, Katō Yuumi) (Nagoya, 10 de julio de 1996) es una modelo y actriz japonesa, ganadora del certamen de Miss Universo Japón 2018 y representante del país nipón en la edición de Miss Universo 2018.

## Biografía
Kato nació en la ciudad nipona de Nagoya, y posteriormente fue criada por sus padres en Selangor (Malasia), desde los 5 hasta los 13 años. De los 15 a los 18 años, fue a Matsuo-Ryu (organización de la ceremonia del té) en Japón para estudiar la cultura tradicional japonesa y los servicios de té. Luego, a los 19 años, comenzó su carrera de modelo por su cuenta y actualmente está vinculada a la Central Japan Model Agency. Domina el japonés, el malayo y el inglés. Kato trabaja como modelo, actriz y reportera.

### Miss Universo Japón 2018
El 19 de marzo de 2018 Kato fue coronada como Miss Universo Japón 2018, representando a Mie en el Hotel Chinzanso de Tokio. Representó a su país Japón en el Miss Universo 2018 celebrado en Bangkok (Tailandia), el 17 de diciembre de 2018. Sucedió a la saliente Miss Universo Japón 2017, Momoko Abe.

### Miss Universo 2018
Kato representó a su país en el Miss Universo 2018, pero no llegó al Top 20.